# Uwe Richrath

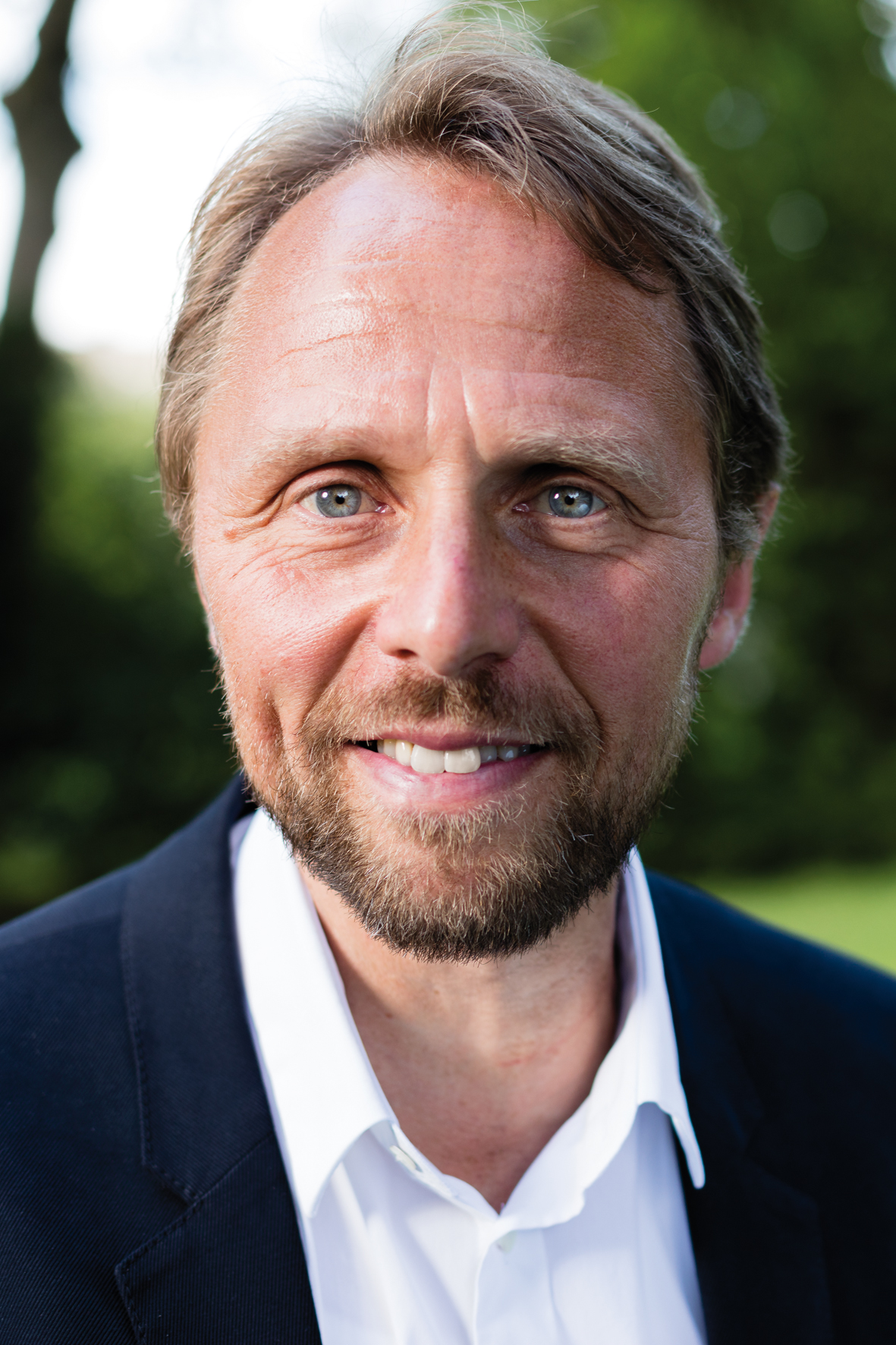
Uwe Richrath (2015)

Uwe Richrath (* 1. Januar 1961 in Leverkusen) ist ein deutscher Politiker (SPD) und seit 2015 Oberbürgermeister von Leverkusen.

## Leben
Uwe Richrath wuchs in Leverkusen-Rheindorf auf. Nach seinem Abitur an der Gesamtschule Rheindorf (Käthe-Kollwitz-Schule) im Jahr 1980 absolvierte Richrath seinen Zivildienst beim Deutschen Roten Kreuz in Köln. 1983 immatrikulierte er sich an der Universität zu Köln für ein Studium der Betriebswirtschaftslehre.
Richrath ist seit 1997 mit seiner Frau Anne verheiratet und hat einen Sohn.

## Wirken

### Unternehmerisches Wirken
Richrath war ab 1986 als Einzelhandelskaufmann selbstständig tätig und führte bis zu seiner Wahl zum Oberbürgermeister von Leverkusen drei Textilgeschäfte in Remscheid und Wuppertal.

### Politisches Wirken
Nach seinem Eintritt in die SPD im Jahr 2000 wurde Richrath 2004 stellvertretender Vorsitzender des SPD-Ortsvereins Leverkusen-Rheindorf/Hitdorf, im Jahr darauf übernahm er den Vorsitz und behielt diesen bis 2014. Seit 2013 ist er außerdem stellvertretender Vorsitzender der SPD Leverkusen.
Richrath kandidierte 2004 zum ersten Mal für den Rat der Stadt Leverkusen. 2009 konnte er als Listenbewerber in den Stadtrat einziehen, der neuerliche Einzug in den Stadtrat gelang ihm bei der Kommunalwahl 2014. Er arbeitete in diversen Ausschüssen mit, zuletzt im Hauptausschuss und im Ausschuss für Stadtentwicklung, Bauen und Planen. 2013 wurde er baupolitischer Sprecher der SPD-Ratsfraktion Leverkusen, deren stellvertretender Vorsitzender er im gleichen Jahr wurde.
Nach der Kommunalwahl 2009 wurde Richrath Aufsichtsratsvorsitzender der städtischen Wohnungsgesellschaft (WGL); 2014 übernahm er zusätzlich den Aufsichtsratsvorsitz der Wirtschaftsförderung Leverkusen (WfL).
Am 13. September 2015 wurde Uwe Richrath mit 51,2 Prozent im ersten Wahlgang zum neuen Leverkusener Oberbürgermeister gewählt. Am 21. Oktober wurde er ins Amt eingeführt.
Am 27. September 2020 wurde Richrath mit 70 Prozent der Stimmen im zweiten Wahlgang erneut zum Leverkusener Oberbürgermeister gewählt, erstmals seit Einführung der Direktwahl 1994 konnte damit ein Amtsinhaber eine Wiederwahl erlangen.